# Biologiundervisning

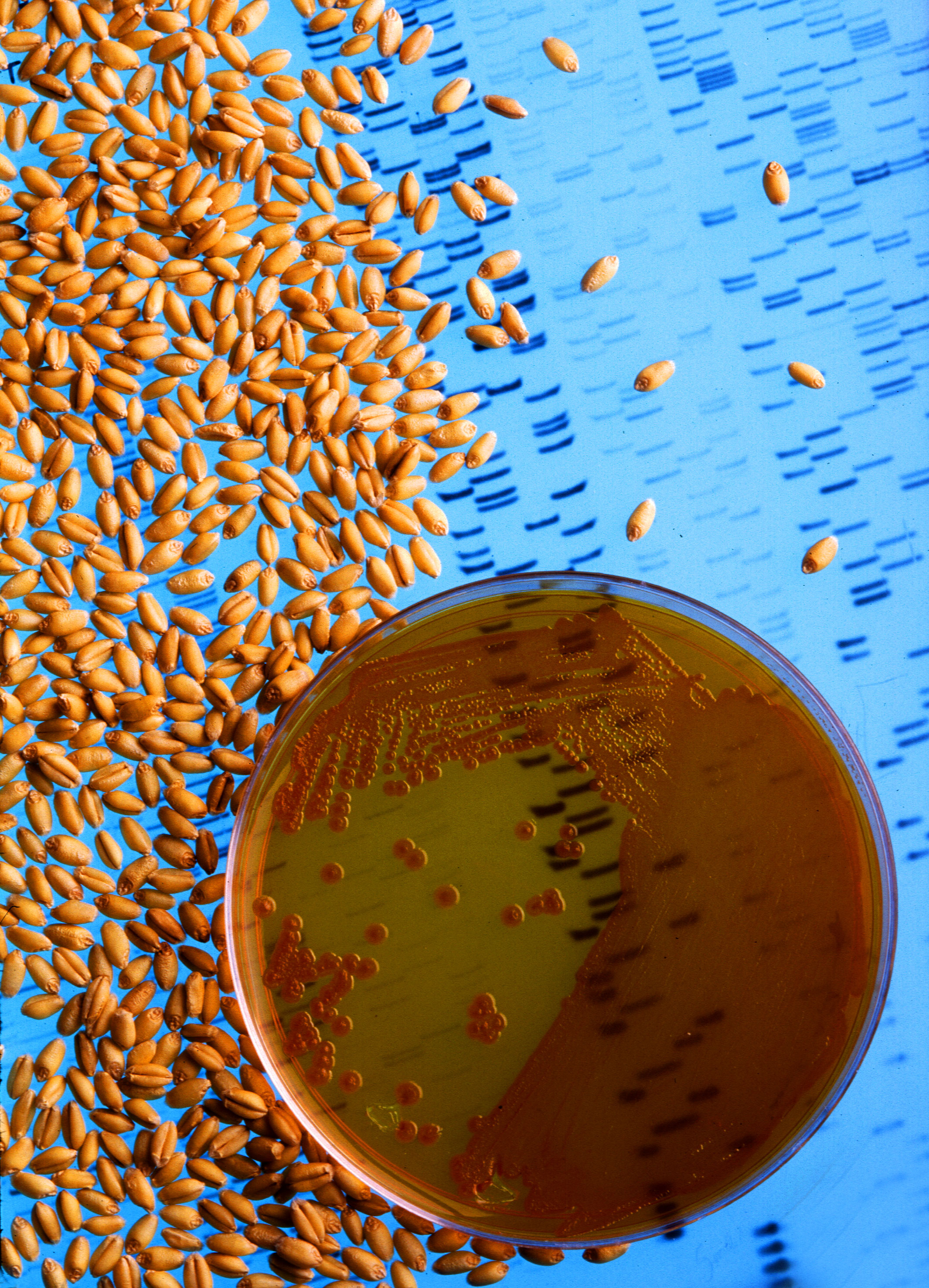

Biologiundervisning omfattar teori om arters uppkomst, evolution, klassificering, cell- och virusfunktion, genetik, ekologi, praktiska moment som dissektion,  osv. På grundskolenivå ingår oftast sex- och samlevnadsundervisning.